# 1 Cancri
1 Cancri, som är stjärnans Flamsteed-beteckning, är en ensam stjärna, belägen i den västra delen av stjärnbilden Kräftan. Den har en  skenbar magnitud av 5,97 och är svagt synlig för blotta ögat där ljusföroreningar ej förekommer. Baserat på parallaxmätning inom Hipparcosuppdraget på ca 13,9 mas, beräknas den befinna sig på ett avstånd på ca 454 ljusår (ca 139 parsek) från solen. Den rör sig bort från solen med en heliocentrisk radialhastighet på ca 14 km/s.

## Egenskaper
1 Cancri är en orange till röd jättestjärna av spektralklass K3- III och är specificerad som spektralstandard för denna typ. Den har en radie som, baserat på uppmätt vinkeldiameter vid ockultation med månen på 2,1 ± 0,6 mas, är ca 31 solradier och utsänder från dess fotosfär ca 137 gånger mera energi än solen vid en effektiv temperatur av ca 4 500 K.